# Mundipharma

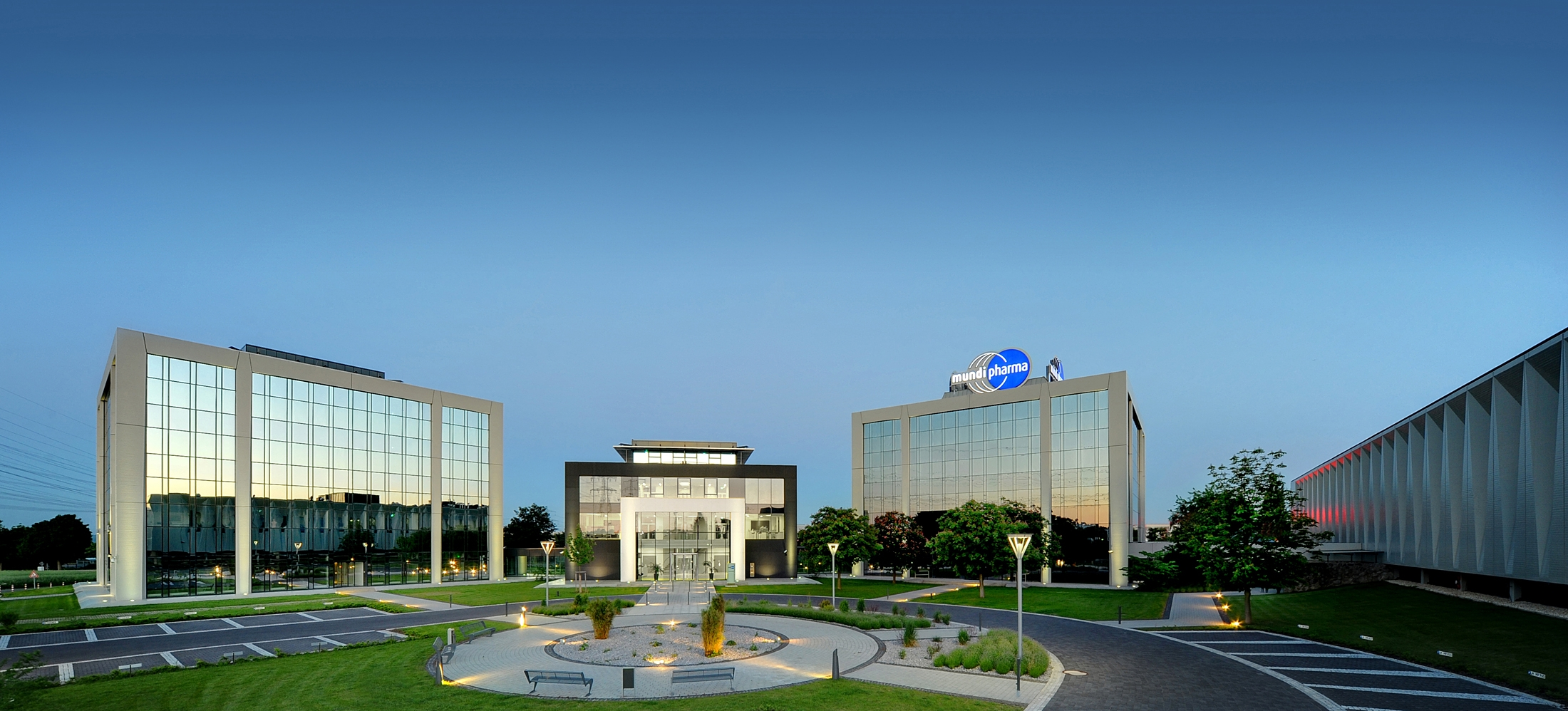
Denkmalgeschütztes Firmengelände im Limburger Gewerbegebiet Dietkircher Höhe

Die Mundipharma GmbH ist ein forschendes Pharmazieunternehmen mit Sitz in Frankfurt am Main. Das Unternehmen ist in den Bereichen Onkologie, Schmerztherapie, Atemwege, Rheumatologie und Wundheilung tätig. Zu den bekanntesten Produkten gehört das Iodophor Betaisodona (Povidon-Iod).

## Geschichte
Das Unternehmen wurde 1967 in Frankfurt am Main von den Brüdern Raymond und Mortimer Sackler, den damaligen Eigentümern von Purdue Pharma, gegründet. In den Jahren 1970 bis 1974 erfolgte die Akquisition zweier Pharmafirmen. Es handelte sich dabei um die Chemisch-Pharmazeutische Fabrik Krugmann GmbH und die Pharmazeutische Fabrik Dr. med. Hans Voigt GmbH. Im Jahr 1975 erfolgte der Umzug nach Limburg an der Lahn.
Das erste im Gewerbegebiet Dietkircher Höhe errichtete Werksgebäude wurde 1973 von dem renommierten Architekten Marcel Breuer entworfen. Heute steht das sukzessiv erweiterte Firmengelände ganzheitlich unter Denkmalschutz. Der bisher letzte Abschluss einer baulichen Erweiterung erfolgte im Jahr 2010.
In den 2000er Jahren wurde das Unternehmen mehrfach für soziales Engagement und Familienfreundlichkeit ausgezeichnet, u. a. vom Bundesfamilienministerium. Zum dritten Mal erhielt Mundipharma 2015 das Arbeitgeber‐Gütesiegel „Great Place to Work“. Im Kontrast zu den Auszeichnungen des Unternehmens stehen Vorwürfe wie bspw. die Sabotage der Betriebsratsarbeit.
Am 21. März 2017 teilte Mundipharma mit, den Standort Limburg bis Ende 2018 größtenteils schließen zu wollen und deshalb seine Produktion und Verpackung – unter anderem – nach Cambridge zu verlagern. Ob in Limburg an anderem Ort Marketing- oder Vertriebsaufgaben erfolgen sollen, teilte die Geschäftsleitung zunächst nicht mit, jedoch dass ein Ziel-Umfang von 165 Arbeitsstellen in Deutschland geplant sei.
Im Verlauf des Jahres 2018 verlegte Mundipharma den größten Teil seiner in Deutschland verbleibenden Mitarbeiter in das Gewerbegebiet Gateway Gardens in Frankfurt am Main. Parallel setzte das Unternehmen eine inhaltliche Konzentration auf Vertrieb und Marketing um. Zum 13. November 2018 erfolgte der Registerwechsel an das Amtsgericht Frankfurt am Main und damit die rechtlich gültige Verlegung des Firmensitzes. Im Februar 2018 vereinbarten Mundipharma und das Unternehmen Fidelio Healthcare (Seefeld, Oberbayern) die Übernahme der vormaligen Produktionsanlagen und -mitarbeiter von Mundipharma in Limburg durch Fidelio. Anfang Oktober 2018 wurde diese Vereinbarung umgesetzt.

## Oxycodon
Mundipharma vertreibt in Deutschland – als Schwesterunternehmen von Purdue Pharma – das Betäubungsmittel Oxycodon unter dem Handelsnamen Oxygesic. Oxycodon-basierte Präparate des Konzerns sowie dessen Marketing-Praktiken sind für die Opioid-Epidemie in den Vereinigten Staaten von Amerika mitverantwortlich. Im Januar 2019 hat als erster US-Bundesstaat Massachusetts acht Mitglieder der Pharmaunternehmer-Familie Sackler persönlich angeklagt, sie träfen Entscheidungen, die den Großteil der Opioid-Epidemie auslösten.
Vor einem US-Bundesgericht bekannte sich Purdue im November 2020 schuldig, gegen mehrere Bundesgesetze verstoßen zu haben. Unter anderem gestand das Unternehmen die Verschwörung zum Betrug ein. Die Verkaufspraktiken von Mundipharma in Österreich werden für ihre Ähnlichkeit zu denen von Purdue Pharma kritisiert.

## Konzernstruktur
Der Forschungsbereich ist in folgende Firmen ausgelagert:
- Mundipharma Research GmbH & Co. KG, Limburg an der Lahn
- Mundipharma Research Ltd, Cambridge